# Тихомир Павлов
Александър Александров Павлов, известен с псевдонимите Тихомир Павлов и Тихомир Тошков е български общественик от началото на XX век, писател, поет, публицист и етнограф.

## Биография
Тихомир Павлов завършва право в Юридическия факултет на Софийския университет. Живота и творчеството му са свързани и повлияни от историческите перипетии през които преминава младата българска държава в началото на века. Тихомир Павлов дебютира през 1898 г., едва 18-годишен, с поемата Сирачето. Публикува и други поеми, разкази и романи за съвременния живот. Отличителното за творчеството му са книгите със сюжет из българската история или историческа публицистика. Драматичната поема Страхил войвода – покровител на угнетените е послужила за либрето на едноименната опера на Петко Наумов. Предговора към книгата му „Българите в Моравско и Тимошко“ е от Стефан Младенов, който изтъква значението на този труд за запазване на българщината в Моравско и Тимошко:
| „ | Появата на тая книга от г. Т. Павлов за българщината в Моравско и Тимошко е тъкмо навременна, и може само да ни радва, защото показва, че безподобните и чудовищни несправедливости на договорите за мир подир последните войни не са убили българския дух и че няма пораженство у съзнателните кръгове на българското общество, което не може да забрави заробените от сърбите през 19 век български земи. | “ |

Книгата, както и по-голяма част от останалото му творчество, представлява изследване на историческото минало на Поморавието и Тимошко, подкрепено с анализ на езика, фолклора и бита на населението.
От посвещенията в книгите на Тихомир Павлов става ясно, че са го свързвали близки приятелства с известни наши поети, а илюстрациите в произведенията му са дело на известни наши художници.
Присъединява се към ВМОРО и за кратко ръководи чета в Одринска Тракия. След това се премества в Битоля, където ръководи социалистическа група, близка до Българска работническа социалдемократическа партия (тесни социалисти). Скоро след това обаче в следите му влиза властта, арестуван е и е екстерниран обратно в България.
Умира на 2 декември 1937 година в София.
Тихомир Павлов е брат на Владимир Павлов, полковник от Генералния щаб на БА.

## Произведения
- Сирачето, поема, 1898 г.
- От Тимок до Морава, Битови и езикови изследвания на моравските българи. С приложение „Типът и езика на моравския българин в новата сръбска литература“. София, печатница „Балкан“, 155 стр., 1918 г.
- Старинни хроники и сказания, 1927 г.
- Пирът на Василия Българоубиеца, 1929 г.
- Българите в Моравско и Тимошко. История, език, нрави, обичаи, поверия, борби и очаквания. Днешният моравчанин. (С 2 факсимилета, 18 клишета и 1 карта). София, Издание на Комитет на Западните покрайни, 1931 г.
- Подвизите на хайдут Велко и съдбата на българщината в Моравско. 28 стр., 1931 г.
- Сърбизмът и българщината на Балканите, София, 58 стр., 1933 г.
- Благословена земя, роман, 1933 г.
- Страхил войвода – покровител на угнетените, драматична поема, 1934 г.
- Скръб над родината, роман, 1936 г.
- Богатство, роман, 1939 г.